# Meliboeus hoscheki
Meliboeus hoscheki es una especie de escarabajo del género Meliboeus, familia Buprestidae. Fue descrita científicamente por Obenberger en 1916.